# Яміле Форс Герра
Яміле Форс Герра (ісп. Yamile Fors Guerra; нар. 11 травня 1977) — колишня кубинська тенісистка.
Найвищу одиночну позицію світового рейтингу — 733 місце досягла 24 липня 2006, парну — 421 місце — 24 липня 2006 року.
Здобула 1 одиночний та 10 парних титулів туру ITF.
Завершила кар'єру 2011 року.

## Фінали ITF (11–4)

### Одиночний розряд (1–1)
| Легенда          |
| ---------------- |
| Турніри $100,000 |
| Турніри $75,000  |
| Турніри $50,000  |
| Турніри $25,000  |
| Турніри $10,000  |

| Фінали за покриттям |
| ------------------- |
| Тверде (1–1)        |
| Ґрунт (0–0)         |
| Трава (0–0)         |
| Килим (0–0)         |

| Результат | Дата          | Категорія | Турнір                   | Покриття | Суперниця            | Рахунок  |
| --------- | ------------- | --------- | ------------------------ | -------- | -------------------- | -------- |
| Перемога  | 1 серпня 2005 | 10,000    | Сьюдад-Гуаяна, Венесуела | Тверде   | Янет Нуньєс Мохарена | 7–5, 6–4 |
| Поразка   | 4 грудня 2005 | 10,000    | Гавана, Куба             | Тверде   | Флоренсія Молінеро   | 4–6, 3–6 |

### Парний розряд (10–3)
| Легенда          |
| ---------------- |
| Турніри $100,000 |
| Турніри $75,000  |
| Турніри $50,000  |
| Турніри $25,000  |
| Турніри $10,000  |

| Фінали за покриттям |
| ------------------- |
| Тверде (10–2)       |
| Ґрунт (0–1)         |
| Трава (0–0)         |
| Килим (0–0)         |

| Результат | Дата              | Категорія | Турнір                          | Покриття | Партнерка               | Суперниці                                | Рахунок       |
| --------- | ----------------- | --------- | ------------------------------- | -------- | ----------------------- | ---------------------------------------- | ------------- |
| Перемога  | 12 серпня 2002    | 10,000    | Поса-Ріка, Мексика              | Тверде   | Янет Нуньєс Мохарена    | Alena Dvornikova Anastasia Dvornikova    | 6–4, 3–6, 6–0 |
| Перемога  | 1 серпня 2005     | 10,000    | Сьюдад-Гуаяна, Венесуела        | Тверде   | Янет Нуньєс Мохарена    | Lumay Díaz Hernández Маріна Хіраль Лорес | 6–1, 6–2      |
| Поразка   | 25 жовтня 2005    | 25,000    | Мехіко, Мексика                 | Тверде   | Янет Нуньєс Мохарена    | Соледад Есперон Келлі Лігган             | 6–1, 4–6, 3–6 |
| Перемога  | 28 листопада 2005 | 10,000    | Гавана, Куба                    | Тверде   | Янет Нуньєс Мохарена    | Julianna Gates Chrissie Seredni          | 6–3, 6–2      |
| Перемога  | 3 липня 2006      | 10,000    | Валенсія (Венесуела), Венесуела | Тверде   | Янет Нуньєс Мохарена    | Естафанія Грасіун Маріана Мусі           | 6–4, 6–4      |
| Поразка   | 12 вересня 2006   | 10,000    | Каракас, Венесуела              | Ґрунт    | Янет Нуньєс Мохарена    | Флавія Міґнола Лусіана Сарменті          | 4–6, 1–6      |
| Перемога  | 27 листопада 2006 | 10,000    | Гавана, Куба                    | Тверде   | Янет Нуньєс Мохарена    | Lumay Díaz Hernández Melissa Morales     | 6–3, 6–1      |
| Поразка   | 3 грудня 2007     | 10,000    | Гавана, Куба                    | Тверде   | Янет Нуньєс Мохарена    | Моніка Краузе Bibiane Weijers            | 4–6, 4–6      |
| Перемога  | 1 грудня 2008     | 10,000    | Гавана, Куба                    | Тверде   | Lumay Díaz Hernández    | Естер Масурі Katarína Poljaková          | 7–6(4), 6–3   |
| Перемога  | 6 грудня 2010     | 10,000    | Гавана, Куба                    | Тверде   | Міслейдіс Діас Гонсалес | Дженніфер Аллан Надія Гуськова           | 6–1, 6–2      |
| Перемога  | 18 квітня 2001    | 10,000    | Каракас, Венесуела              | Тверде   | Міслейдіс Діас Гонсалес | Анастасія Харченко Вікторія Кисельова    | 3–6, 6–3, 6–4 |
| Перемога  | 27 червня 2001    | 10,000    | Гавана, Куба                    | Тверде   | Міслейдіс Діас Гонсалес | Андреа Бенітес Марґарет Лумія            | 6–2, 6–2      |
| Перемога  | 4 липня 2001      | 10,000    | Гавана, Куба                    | Тверде   | Міслейдіс Діас Гонсалес | Нікола Джордж Жаннін Прентнер            | 6–4, 6–1      |